# داگلاس (کوئینزلند)
شهرک داگلاس شهرکی در جنوب غربیتانزویل که میزبان دانشگاه و بیمارستان جیمز کوک که به ترتیب بزرگترین دانشگاه و بیمارستان در شمال ایالت کوئینزلند استرالیا است، می‌باشد.